# Nembrotha megalocera
Nembrotha megalocera Yonow, 1990 è un mollusco nudibranchio della famiglia Polyceridae.

## Descrizione
Corpo dalla grande varietà cromatica: dorso marrone scuro o nero, con striature laterali arancio macchiettate dello stesso colore del dorso, bordo del mantello blu-azzurro preceduto da una fascia bianca. Rinofori blu scuro, con la base gialla preceduta, sul retro, da una chiazza grigia. Ciuffo branchiale arborescente, blu-viola, con la base giallo-arancio e le estremità rossastre. Tentacoli orali blu. Fino a 7 centimetri.

## Biologia
Si nutre di briozoi o tunicati. Se disturbata si muove nuotando tramite flessioni del corpo.

## Distribuzione e habitat
Endemica del Mar Rosso, fino a 20 metri di profondità.